# Mondo nudo
Mondo nudo è un film del 1963, diretto da Francesco De Feo.